# البياض (عزبة)
البياض، عزبة تابعة لقرية أبو مندور، التابعة لمركز دسوق، التابع لمحافظة كفر الشيخ في جمهورية مصر العربية.